# Ким Бейсингър
Ким Бейсингър (на английски: Kim Basinger, /ˈbeɪsɪŋər/, често срещана в България като Бейсинджър) е американска актриса и фотомодел.
Сред най-запомнящите ѝ се роли са във филмите „Девет седмици и половина“ (1986), „Батман“ (1989), „Поверително от Ел Ей“ (1997), „Осмата миля“ (2002) и „Любезните пичове“ (2016). През 1998 г. Бейсингър печели Най-добра поддържаща женска роля за „Поверително от Ел Ей“.

## Биография
Родена е на 8 декември 1953 г. в Атънс. Ким е третото дете от общо пет в семейството на американци, работещи в развлекателната индустрия. Баща ѝ е джаз музикант, а майка ѝ е състезателка по синхронно плуване и е играла воден балет в няколко филма на Естър Уилямс. Има двама по-големи братя и две по-малки сестри. Баба ѝ е отчасти чероки.
Като малка Ким е много срамежлива и родителите ѝ я водили в психиатрия по подозрения за аутизъм. По-късно я записали на уроци по балет. На 16 години печели конкурса за красота за девойки за щата Джорджия. Поканена е за участие в конкурса Мис Америка и по този повод отива в Ню Йорк, но не печели националната надпревара. В началото на 1970-те, след като завършва гимназия, тя се завръща в Ню Йорк, където работи като фотомодел. Агенцията за модели Форд бързо я привлича. Едва 20-годишна, тя вече получава по 1000 долара дневно и е един от най-известните фотомодели в САЩ.

### Кариера
Освен добре платен модел, Бейсингър се усъвършенства в актьорството като взима уроци в школата Neighborhood Playhouse. Играе на малки сцени в Гринуич Вилидж и пее под псевдонима Челси в различни клубове. През 1976 се мести в Холивуд и дебютира в киното с роля в един от епизодите на сериала „Ангелите на Чарли“. Запознава се с гримьора Рон Бритън по време на снимките за нискобюджетната драма „Hard Country“ (1981) и се жени за него. Печели световна слава като „момичето на Бонд“ от филма „Никога не казвай никога“ (1983) с Шон Конъри и с еротичната си роля в „Девет седмици и половина]]“ (1986), където ѝ партнира Мики Рурк. Освен това позира гола за списание „Плейбой“ през знаковата за нея 1983 година. Развежда се с Бритън през 1989 г. През 1989 закупува град Брасълтън в щата Джорджия за 20 милиона долара, но след като през 1993 е дадена под съд заради неизпълнение на трудов договор за участие във филм, тя е принудена да продаде градчето за едва 1 милион долара.
В началото на 1990-те настъпва леко затишие. През 1992 отказва главната женска роля в „Първичен инстинкт“, която се играе по-късно от Шарън Стоун. Завръща се достойно в киното с ролята си на проститутка във филма „Поверително от Ел Ей“ (1997), за която получава Най-добра поддържаща женска роля. Така става първото някогашно „момиче на Бонд“, което получава Оскар. Нейният успех по-късно е повторен от Хали Бери. Освен това е първата актриса, която получава Оскар, след като е позирала гола пред „Плейбой“.
Бейсингър става много добре платена актриса, като за участието си във филма „Мечтах за Африка“ (2000) получава 5 милиона долара.

## Личен живот
Преди да стане известна, Бейсингър излиза с модела Тим Сондърс, фотографа Дейл Робинет и спортиста Джо Намат. Тя няма друга публична привързаност до 2014 г., когато започна да се среща с Мич Стоун. Подобно на Снайдер и Питърс преди него, Стоун се срещна с Бейсинджър, докато ѝ прави прическа на снимачна площадка. Двойката носи еднакви златни ленти и оттогава заживяват заедно.
На 12 октомври 1980 г. тя се омъжва за гримьора Рон Снайдер-Бритън, с който се запознава на снимките на „Трудна страна“. Бейсингър развива агорафобия през същата година след пристъп на паника в магазин и е принудена да си стои вкъщи в продължение на шест месеца. 
Омъжена е за актьора Алек Болдуин от 1993 до 2002 г. През 1995 г. ражда дъщеря си Айърланд. По-късно Бейсингър води борба с Алек Болдуин за правата над нея.
Ким Бейсингър е вегетарианка и защитничка на правата на животните.

## Филмография

### Филми
| Година | Заглавие на български           | Оригинално заглавие         | Роля                       | Режисьор | Бележки |
| ------ | ------------------------------- | --------------------------- | -------------------------- | --- | ------- |
| 1981   | „Трудна страна“                 | Hard Country                | Джоди                      | |         |
| 1982   |                                 | Mother Lode                 | Андреа Сполдинг            | |         |
| 1983   | „Никога не казвай никога“       | Never Say Never Again       | Домино Петачи              | |         |
| 1983   | „Човекът, който обичаше жените“ | The Man Who Loved Women     | Луиз Кар                   | |         |
| 1984   | „Роден талант“                  | The Natural                 | Мемо Перис                 | номинация – Златен глобус за най-добра поддържаща актриса                                                                                 |         |
| 1985   | „Луд за любов“                  | Fool for Love               | Мей                        | |         |
| 1986   | „Девет седмици и половина“      | 9½ Weeks                    | Елизабет                   | |         |
| 1986   | „Без милост“                    | No Mercy                    | Мишел Дювал                | |         |
| 1987   | „Среща с непозната“             | Blind Date                  | Надя Гейтс                 | |         |
| 1987   | „Надин“                         | Nadine                      | Надин Хайтауър             | |         |
| 1988   | „Моята мащеха е извънземно“     | My Stepmother Is an Alien   | Селест Мартин              | номинация – Сатурн за най-добра актриса                                                                                                   |         |
| 1989   | „Батман“                        | Batman                      | Вики Вейл                  | номинация – Сатурн за най-добра актриса в поддържаща роля                                                                                 |         |
| 1991   | „Вечният жених“                 | The Marrying Man            | Вики Андерсън              | |         |
| 1992   | „Последен анализ“               | Final Analysis              | Хедър Еванс                | |         |
| 1992   | „Страхотен свят“                | Cool World                  | Холи Уд                    | |         |
| 1993   | „Истинската Маккой“             | The Real McCoy              | Карън Маккой               | |         |
| 1993   | „Светът на Уейн 2“              | Wayne's World 2             | Хъни Хорни                 | |         |
| 1994   | „Сега и завинаги“               | The Getaway                 | Карол Маккой               | |         |
| 1994   | „Прет-а-порте“                  | Prêt-à-Porter               | Кити Потър                 | |         |
| 1997   | „Поверително от Ел Ей“          | L.A. Confidential           | Лин Брейкън                | Оскар за най-добра поддържаща женска роля Златен глобус за най-добра поддържаща актриса номинация – Награда на БАФТА за най-добра актриса |         |
| 2000   | „Мечтах за Африка“              | I Dreamed of Africa         | Куки Галман                | |         |
| 2000   | „Благослови детето“             | Bless the Child             | Маги О'Конър               | |         |
| 2002   | „Осмата миля“                   | 8 Mile                      | Стефани Смит               | |         |
| 2002   | „Всички мои познати“            | People I Know               | Виктория Грей              | |         |
| 2004   | „Врата на пода“                 | The Door in the Floor       | Марион Коул                | |         |
| 2004   | „Елвис току-що си тръгна“       | Elvis Has Left the Building | Хармъни Джоунс             | |         |
| 2004   | „Мобилна връзка“                | Cellular                    | Джесика Мартин             | номинация – Сатурн за най-добра актриса в поддържаща роля                                                                                 |         |
| 2006   |                                 | Even Money                  | Каролин Карвър             | |         |
| 2006   | „Стражът“                       | The Sentinel                | първата дама Сара Балентин | |         |
| 2008   | „Горящата равнина“              | The Burning Plain           | Джина                      | |         |
| 2008   | „Опасна жертва“                 | While She Was Out           | Дела                       | |         |
| 2008   | „Информаторите“                 | The Informers               | Лора Слоун                 | |         |
| 2010   | „Чарли Сейнт Клауд“             | Charlie St. Cloud           | Клеър Сейнт Клауд          | |         |
| 2012   | „Черен ноември“                 | Black November              | Кристи                     | |         |
| 2013   |                                 | Third Person                | Илейн                      | |         |
| 2013   | „Бойни старчета“                | Grudge Match                | Сали Роуз                  | |         |
| 2014   |                                 | One Square Mile             | Клеър Джейкъбс             | |         |
| 2014   |                                 | I Am Here                   | Мария                      | |         |
| 2016   | „Любезните пичове“              | The Nice Guys               | Джудит Кътнър              | |         |